# Marián Mikluš
Generálmajor Ing. Marián Mikluš (24. března, 1953, Senica – 15. března 2015) byl slovenský generálmajor. V roce 1998 působil jako náčelník generálního štábu Armády Slovenské republiky. Byl ženatý a má tři děti.

## Život
Narodil se v roce 1953 v Senici. V letech 1971 – 1975 absolvoval studium na Vysoké vojenské škole pozemního vojska ve Vyškově a Vysoké vojenské škole týlového a technického zabezpečení v Žilině. Následně byl přijat za vojáka z povolání v hodnosti poručík a stal se členem štábu protiletadlového pluku. V letech 1977 až 1979 absolvoval postgraduální studium na Vojenské akademii v Brně, následně se stal zástupcem náčelníka týlu na velitelství 13. tankové divize v Topoľčanech. V roce 1983 nastoupil do funkce zástupce náčelníka operačního oddělení štábu týlu velitelství Východního vojenského okruhu v Trenčíně. V roce 1985 ukončil Vyšší akademický kurz na Vojenské akademii v Brně a do roku 1990 byl zástupcem náčelníka týlu na Vojenském velitelství Východ v Trenčíně. V letech 1990 až 1992 absolvoval studium na Vojenské akademii Generálního štábu v Moskvě a následně působil ve funkci zástupce náčelníka operační správy Vojenského velitelství Východ. Od roku 1993 potom působil jako náčelník hlavního týlu velitelství Armády Slovenské republiky v Trenčíně, následně byl převelený do Bratislavy jako zástupce ředitele sekce logistiky na Ministerstvu obrany Slovenské republiky. V roce 1998 absolvoval kurz francouzského jazyka na Jazykovém institutu Ministerstva obrany Slovenské republiky, srpna byl jmenovaný do první generálské hodnosti generálmajora a do 25. listopadu 1998 působil ve funkci náčelníka generálního štábu Armády Slovenské republiky v Trenčíně. V roce 1999 se stal náčelníkem správy integrace a standardizace generálního štábu Armády Slovenské republiky, později absolvoval kurz anglického jazyka ve městě Borden v Kanadě. Mezi lety 2002 a 2004 byl vedoucím oddělení zástupce ředitele Institutu bezpečnostních a obranných studií na Ministerstvu obrany Slovenské republiky. 1. listopadu 2004 byl proti své vůli propuštěn do zálohy.
V letech 2007 až 2010 pracoval jako obranný poradce Ministerstva obrany SR na Stálé delegaci Slovenské republiky při NATO, sekci obrany s detašovaným pracovištěm na Stálém zastoupení Slovenské republiky při Evropské unii / Evropské obranné agentuře.

### Místa vojenského působení
Vyškov, Žilina, Janovice nad Úhlavou, Bratislava, Topoľčany, Trenčín, Brno, Moskva, Borden (Kanada), Brusel